# Tukulti-Ninurta II.
Tukulti-Ninurta II. je bil drugi kralj Novoasirskega cesarstva, ki je vladal  od leta 891 pr. n. št. do 884 pr. n. št., * ni znano, † 884 pr. n. št.

## Družina
Oče in predhodnik Tukulti-Ninurte II. je bil Adad-nirari II., prvi kralj Novoasirskega cesarstva. Imel je sina Ašurnarsipala II., ki ga je nasledil na asirskem prestolu.

## Življenje
Tukulti-Ninurta II. je utrdil dosežke svojega očeta nad Hetiti, Babilonci in Aramejci. Med svojim kratkim vladanjem je uspešno vodil pohode v gorovje Zagros v Iranu in podjarmil tamkajšnje Perzijce in Medijce.
Premagal je tudi Ami-Baala, kralja Bit-Zamanija, kraljestva v severni Mezopotamiji, in nato z njim sklenil mirovni sporazum. Sporazum je med drugim prepovedoval prodajo konj sovražnikom Asirije. Bit-Zamani je uradno postal zaveznik Asirije, v resnici pa njen vazal. Ami-Baal je ostal na oblasti, vendar je moral s svojo vojsko podpreti pohode Tukulti-Ninurte II. na pohodih proti Huritom ob Gornjem Tigrisu in Urartuju v Nairiju.
Tukulti-Ninurta II. je posodobil Ninive in Ašur, okrepil njuna obzidja, zgradil palače, templje in vrtove in jih okrasil s prizori svojih vojaških dosežkov.
| Tukulti-Ninurta II. Rojen: ni znano Umrl: 884 pr. n. št. |                                               |                             |
| Vladarski nazivi                                         |                                               |                             |
| Predhodnik: Adad-nirari II.                              | Asirski kralj 891 pr. n. št. – 884 pr. n. št. | Naslednik: Ašurnarsipal II. |